# Мензанита (Орегон)
Мензанита (енгл. Manzanita) град је у америчкој савезној држави Орегон.

## Демографија
По попису из 2010. године број становника је 598, што је 34 (6,0%) становника више него 2000. године.
| Група             | 2000.       | 2010.       |
| Белци             | 540 (95,7%) | 528 (88,3%) |
| Афроамериканци    | 0 (0,0%)    | 7 (1,2%)    |
| Азијати           | 0 (0,0%)    | 11 (1,8%)   |
| Хиспаноамериканци | 9 (1,6%)    | 37 (6,2%)   |
| Укупно            | 564         | 598         |